# Unitedhealthcare Professional Cycling Team
Unitedhealthcare Professional Cycling Team was een Amerikaanse wielerploeg, die actief was in de Continentale circuits van de UCI. De ploeg werd gesponsord door een Amerikaanse zorgverzekeraar en een bandenproducent. Unitedhealthcare werd opgericht in 2003 onder de naam Health Net Cycling Team.
Sinds 2014 had het team ook een vrouwenteam. In 2019 fuseerde de ploeg met Rally Cycling tot Rally-UHC Cycling.

## Bekende (oud-)renners
- Janez Brajkovič (2015-2016)
- Matthew Busche (2016)
- Marco Canola (2015-2016)
- Jason McCartney (2012)
- Philip Deignan (2012-2013)
- Russell Downing (2007)
- Robert Förster (2011-2015)
- Lucas Sebastián Haedo (2017-2018)
- Gregory Henderson (2017-2018)
- Ryder Hesjedal (2007)
- Floyd Landis (2009-2010)
- Marc de Maar (2010, 2012-2014)
- Martijn Maaskant (2014)
- Karl Menzies (2006-2016)
- Nathan O'Neill (2006-2007, 2010)
- Boy van Poppel (2011-2012)
- Kai Reus (2012)
- Rory Sutherland (2007-2012)
- Jay Thomson (2012)

2003 · 2004 · 2005 · 2006 · 2007 · 2008 · 2009 · 2010 · 2011 · 2012 · 2013 · 2014 · 2015 · 2016 · 2017